# Supernumerariusz
Supernumerariusz (łac. supernumerarius) – występujące w wielu krajach określenie na osoby nadliczbowe, np. w różnego rodzaju organizacjach, pośród odznaczonych niektórymi orderami i w wojsku.
Nazewnictwo to jest całkowicie świeckie. Nazwy numerariusz, numeraria, supernumerariusz i supernumeraria mają swe źródło w hiszpańskiej terminologii urzędniczej i akademickiej.

## Wojsko
W wojsku XVIII-wiecznej Rzeczypospolitej Obojga Narodów słowo numerariusz dotyczyło oficerów i oznaczało nadetatowy.
Również w XIX-wiecznej Szwecji określało się tak nadliczbowych oficerów, ale także pracowników administracji – (szw.) surnumerär.

## Falerystyka
Od 1783 roku do hiszpańskiego Orderu Karola III dodano nową, najniższą, trzecią klasę Kawalerów Supernumerariuszy – (hiszp.) Caballeros Supernumerarios.
Tak samo nazwana została najniższa, trzecia klasa Orderu Guadalupe nadawana była w latach 1822-1823 w końcowym okresie I Cesarstwa Meksyku.
W Wielkiej Brytanii poza panującym monarchą, następcą tronu i 24. kawalerami lub damami Orderu Podwiązki, pozostali, dodatkowi odznaczani członkowie brytyjskiej rodziny królewskiej i zagraniczni monarchowie to kawalerowie lub damy Supernumerariusze – (ang.) supernumerary knights and ladies.

## Organizacje
Supernumerariusze to również świeccy członkowie Opus Dei, stanowiący większość jego członków (obecnie około 70%). Najczęściej są to zamężne kobiety i żonaci mężczyźni. Podstawową częścią ich misji jest „uświęcenie obowiązków rodzinnych i zawodowych”.
Fragment książki Johna Allena „Opus Dei”:

Supernumerariusze i supernumerarie są mniej dyspozycyjni, ponieważ są nimi zwykle małżonkowie lub ludzie mający rozmaite rodzinne lub inne osobiste zobowiązania (nie jest wymagane życie w stanie małżeńskim). Żyją we własnych mieszkaniach, a nie w ośrodkach Opus Dei. Oboje, mąż i żona mogą być supernumerariuszami, ale wcale nie muszą; jest mnóstwo małżeństw, w których supernumerariuszem jest tylko jedno z małżonków. Supernumerariusze korzystają z duchowego kierownictwa sprawowanego przez numerariusza Opus Dei, często dyrektora najbliższego ośrodka, a ich spowiednikami w zasadzie są księża z Opus Dei. Wprawdzie opinię publiczną ekscytują głównie numerariusze, ale członkowie mówią, że tak naprawdę „działania” prowadzą supernumerariusze i supernumerarie, bo zakładanie szkół i instytucji charytatywnych nie jest głównym celem Opus Dei – podstawowym zadaniem jest  przekształcanie powszedniego życia. Jeden z członków ujął to tak: „Nigdy nie zrozumiesz Opus Dei, póki w twojej wyobraźni nie zarysuje się obraz mamy wiozącej dzieciaki poobijanym kombi na trening piłkarski”. Od supernumerariuszy oczekuje się finansowego wsparcia w postaci składek na przedsięwzięcia Opus Dei. (...) Niektórzy supernumerariusze dają więcej, wielu płaci mniej. Wprawdzie supernumerariusze są członkami Opus Dei, ale nadal należą do swych diecezji i parafii. Wielu członków Opus Dei działa aktywnie w radach parafialnych, inni są ministrantami, lektorami, kierują parafialnymi grupami młodzieżowymi itp.